# Knischatiria
Knischatiria es un género de arañas araneomorfas de la familia Linyphiidae. Se encuentra en el Sudeste de Asia y Australia. 

## Lista de especies
Según The World Spider Catalog 12.0:
- Knischatiria abnormis Wunderlich, 1976
- Knischatiria longispina Wunderlich, 1995
- Knischatiria tuberosa Wunderlich, 1995